# Брати й сестри вільного духу
Брати вільного духу (нім. Brüder und Schwestern des freien Geistes; англ. Brethren of the Free Spirit) — загальна назва послідовників сектанского руху, що процвітало в XIII—XIV століттях.

Виникнення секти пов'язують з навчаннями Амальріка Бенського та Ортліба Страсбурзького. У назві алюзія на вірш Біблії: «… де Дух Господній, там свобода.» На появу секти звернули увагу в 1270 році, коли Альберт Великий зробив спробу вивчення групи віруючих з переконаннями радикально-містичного характеру. Послідовники частково брали духовну сторону християнства, заперечуючи необхідність церковної організації і духовенства. Проповідували пантеїзм, вважаючи, що немає різниці між Богом і людиною. Виступали проти соціальної нерівності, стверджуючи наївний комунізм зі спільністю майна. У секті практикувалися вільні стосунки між статями і вільна любов.
Після засудження Папою Римським Климентом V на В'єннському соборі в 1311 і переслідування інквізицією в XV столітті братство перестало існувати. Окремі групи приєдналися до гуситів.
Вважають, що автор трактату «Зерцало простих душ» Маргарита Поретанська мала відношення до даної єресі. Також авторство багатьох творів Братів вільного духу приписувалося Майстеру Екгарту.